# Charat
Charat es una localidad peruana capital del Distrito de Charat de la Provincia de Otuzco en el Departamento de La Libertad. Se ubica aproximadamente a unos 133 kilómetros al este de la ciudad de Trujillo.